# Балтийская экспедиция Друза
Балтийская экспедиция Друза — первая морская экспедиция римлян, достигшая в 12 до н. э. Балтийского моря.
Была предпринята в ходе первого германского похода Друза, по-видимому, в качестве разведывательного плавания. Разгромив германцев, собиравшихся вторгнуться в Галлию, Друз спустился на кораблях вниз по Рейну, выйдя через прорытый в преддверии германских войн канал во Флевонское озеро, а оттуда в Северное море. Жившие на побережье фризы изъявили ему свою покорность, были обложены данью, и обязаны сопровождать римские корабли по суше. Затем Друз напал на земли хавков, но незнакомые с океанскими приливами и отливами римские моряки посадили корабли на мель. Фризы помогли им спасти корабли, после чего, по словам Диона Кассия, Друз вернулся из-за приближения зимы.
Современные исследователи полагают, что Друз продолжил плавание и, обойдя Кимврский мыс, достиг Балтийского моря.
Август сообщает в анкирской надписи:

Мой флот проплыл через Океан от устья Рейна в восточном направлении до самой области кимвров, которой не достигал до этого времени ни один римлянин ни сушей, ни морем.— Деяния божественного Августа. 26.
Ранее это плавание приписывали флоту Тиберия и относили к кампании 5 года н. э., основываясь на сообщении Веллея Патеркула о том, что римский флот, «обогнув залив Океана со стороны неведомого и ранее неизвестного моря и победив многочисленные народы», достиг устья Эльбы. Однако корабли Тиберия решали конкретную задачу содействия войскам, проводившим операции на левом берегу Эльбы, и у них не было никакой необходимости (а также времени) плыть вокруг Ютландии, так как устье Эльбы находится западнее этого полуострова. Заявление Веллея Патеркула о том, что флот Тиберия был первым, исследовавшим эту область, связано с общей установкой его труда, безмерно восхваляющего как реальные, так и мнимые подвиги Тиберия, и замалчивающего достижения его предшественников и соперников.
Тацит сообщает, что римлян заинтересовали слухи о Геркулесовых столбах, которые якобы находятся на востоке Океана, и Друз отправился туда на поиски, но потерпел неудачу.

У Друза Германика не было недостатка в решимости, но Океан не пожелал раскрыть ему свои тайны и то, что касается Геркулеса. С той поры никто не возобновлял подобных попыток, и было сочтено, что благочестивее и почтительнее безоговорочно верить в содеянное богами, чем тщиться его познать.— Тацит. Германия. 34.
Плиний Старший добавляет к этому, что флот, посланный Августом, обогнул Германию до Кимврского мыса, за которым увидел «лежавшее перед ним необъятное море и, как говорят, услыхал, что оно простирается до страны скифов и до крайне влажной местности». В ходе плавания римляне достигли мест обитания кимвров, соплеменники которых за сто лет до этого разгромили несколько римских армий и создали угрозу самому Риму. Ютландские кимвры, опасавшиеся, что римляне захотят отомстить, снарядили посольство к Августу, умоляя простить им вину предков.
В ходе этого плавания римляне, проходя Скагерраком должны были видеть знаменитый остров Скандию, или Скандзу, то есть южное побережье Скандинавии, но он их не заинтересовал, так как целью экспедиции было определить, насколько далеко на восток простираются германские земли. Поскольку на карте Агриппы Каспийское море являлось заливом Океана, а расстояние от Рейна до него составляло примерно 2500—3000 миль, Август, находившийся в то время на вершине могущества, вполне мог задумываться о покорении этих территорий. Руководствуясь столь же неверными сведениями о размерах обитаемого мира, некогда отправился в свой восточный поход Александр Македонский, единственный человек, с которым Августу не удалось сравниться.